# Флоријен (Луизијана)
Флоријен (енгл. Florien) град је у америчкој савезној држави Луизијана.

## Демографија
По попису из 2010. године број становника је 633, што је 59 (-8,5%) становника мање него 2000. године.
| Група             | 2000.       | 2010.       |
| Белци             | 482 (69,7%) | 415 (65,6%) |
| Афроамериканци    | 187 (27,0%) | 168 (26,5%) |
| Азијати           | 0 (0,0%)    | 2 (0,3%)    |
| Хиспаноамериканци | 14 (2,0%)   | 11 (1,7%)   |
| Укупно            | 692         | 633         |